# Corswarem
Corswarem (en wallon Cwareme, en néerlandais Korsworm) est une section de la commune belge de Berloz située en Wallonie dans la province de Liège. C'était une commune à part entière avant la fusion des communes de 1977 qui fut transferée de la province de Limbourg en 1963 à la suite de la fixation définitive de la frontière linguistique.
Le village est arrosé par la Grande Bek.

## Démographie
- Sources:INS, Rem:1831 jusqu'en 1970=recensements, 1976= nombre d'habitants au 31 décembre

## Histoire
Les premières mentions d'une seigneurie de Corswarem remontent à 1213 et 1218 dans deux chartes de Louis II, comte de Looz où on trouve Robert, chevalier de Corswarem dit Robert I de Corswarem qui était issu de la famille de Berlo.
L'ancien moulin à vent cité en 1715 existe toujours.
Ferme de la Botte d’or se situe probablement à l’emplacement de l’ancienne basse-cour du château de Looz-Corswarem qui est tombé en ruines au début du XVIIe siècle.

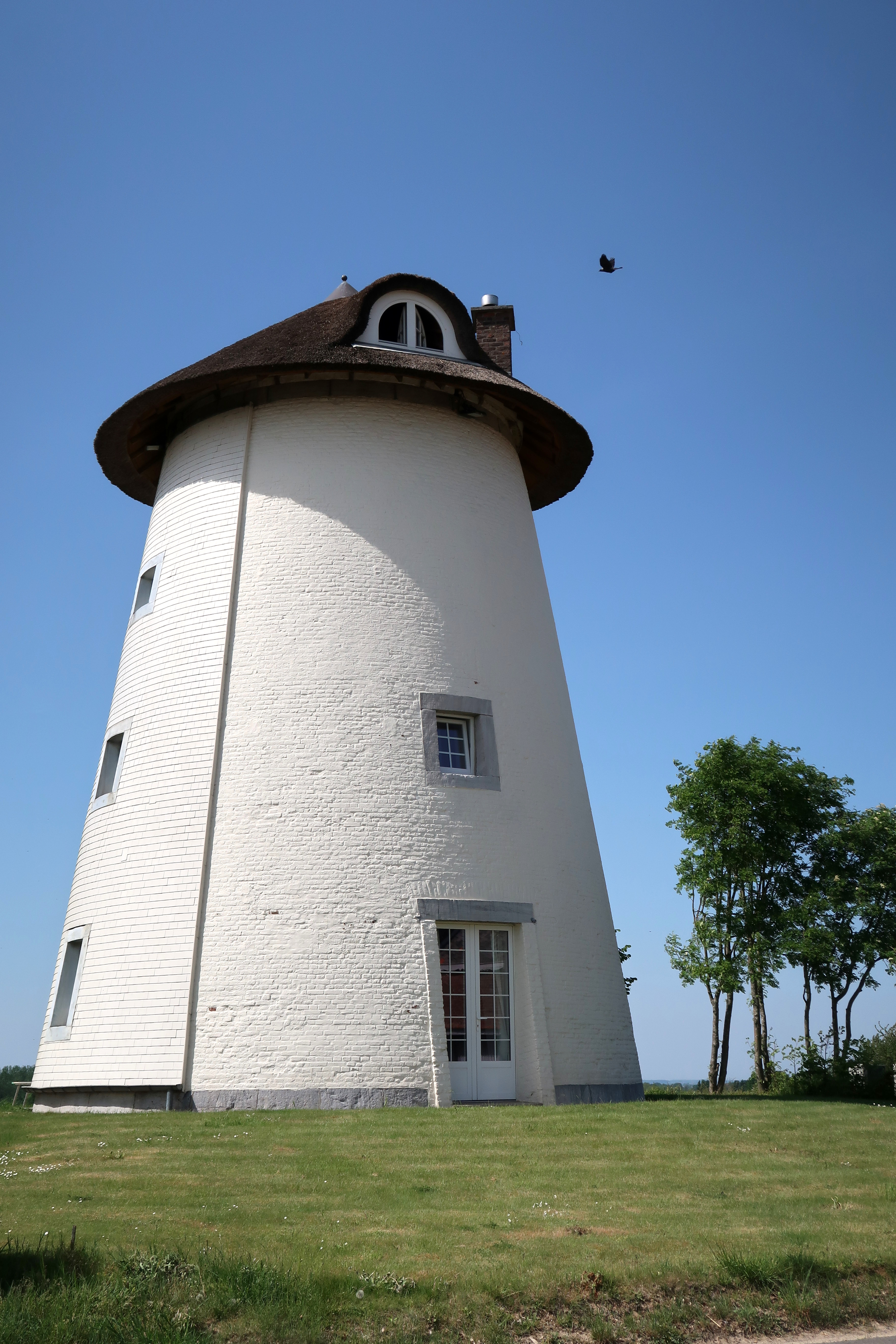
Le Vieux Moulin.
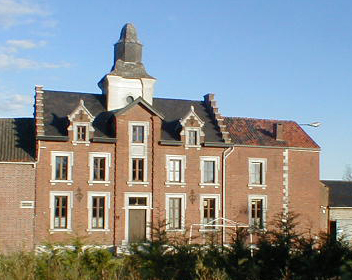
Ferme de la Botte d’or.

### Les Templiers et les Hospitaliers
Du point de vue des ordres religieux, les Templiers se sont probablement installés à Corswarem dans la seconde moitié du XIIe siècle. Ils y possédaient une maison et des terres sur lesquelles ils cultivaient de l'épeautre, du froment et du seigle et qui furent ensuite dévolues aux Hospitaliers. Le Temple, laissé à l’abandon, finit par s’écrouler en 1964. Il ne reste aujourd’hui que le nom de la rue pour rappeler le souvenir des moines soldats.